# Ácido palmítico
El ácido palmítico, ácido hexadecanoico o palmito, es un ácido graso saturado de cadena media, formado por 16 átomos de carbono. Es un sólido blanco que se licúa a unos 63,1 °C. Su fórmula química es CH3(CH2)14COOH.

El ácido palmítico es el principal ácido graso saturado presente en el cuerpo del ser humano, así como en su dieta, constituyendo aproximadamente un 60 % de la misma. Es el más abundante en las carnes (detrás del ácido oleico, que es monoinsaturado), grasas lácteas (mantequilla, queso y nata) y en los aceites vegetales como el aceite de palma (44% de su grasa total), el aceite de coco y el aceite de oliva (8 a 20% de su grasa total).

## Biosíntesis y catabolismo
Es el segundo ácido graso que se produce durante la lipogénesis y a partir de él se pueden formar otros ácidos grasos de cadena más larga o con dobles enlaces (insaturaciones).
Durante el catabolismo, la oxidación total de 1 mol de ácido palmítico produce, en energía química, 106 moles de ATP (produce 108 pero, como la activación mediante la formación del tioéster con la CoA gasta 2 ATP, el balance neto es de 106 mol ATP).